# Urszula Włodarczyk
Urszula Włodarczyk (Polonia, 22 de diciembre de 1965) es una atleta polaca retirada especializada en la prueba de heptalón, en la que ha conseguido ser subcampeona europea en 1998.

## Carrera deportiva
En el Campeonato Europeo de Atletismo de 1998 ganó la medalla de plata en la competición de heptalón, con un total de 6460 puntos, siendo superada por la británica Denise Lewis (oro con 6559 puntos) y por delante de la bielorrusa Natallia Sazanovich.